# Dióxido de silício
O composto químico dióxido de silício, também conhecido como sílica, é o óxido de silício cuja fórmula química é SiO2. Em seu estado natural, pode ser encontrado em diversas formas diferentes. Possui 17 formas cristalinas distintas, entre elas o quartzo, o topázio e a ametista.
A sílica é o principal componente da areia e a principal matéria prima para o vidro. Também é usado na fabricação de cimento Portland.
É um dos óxidos mais abundantes na crosta terrestre. Ocorre na forma de pedra, areia, quartzo, etc.
A sílica fundida é produzida em fornos de arco, de plasma ou outros tipos. Pode ter pureza de até 99,9% de SiO2. Usada principalmente na indústria eletro-eletrônica.

## Usos
A areia é extensamente usada como agregado na construção civil, bem como na indústria de fundição, refratários, etc.

### Construção civil
Cerca de 95% da utilização comercial de dióxido de silício (areia) ocorre na indústria da construção, como por exemplo, para a produção de concreto (concreto de cimento Portland).
Certos depósitos de areia de sílica, com tamanho e forma de partículas desejáveis e teor de argila e outros minerais desejáveis, foram importantes para a fundição em areia de produtos metálicos. O elevado ponto de fusão da sílica permite a sua utilização em aplicações como a fundição em ferro; a fundição em areia moderna utiliza por vezes outros minerais por outras razões.
A sílica cristalina é utilizada na fratura hidráulica de formações que contêm óleo e gás de xisto.

### Vidro
A silica é matéria-prima básica para a produção de vidro. Misturada com cal e carbonato de sódio produz os vidros comuns para janelas, garrafas, lâmpadas, etc. (a maior parte dos vidros planos é fabricada pela deposição em uma cuba com estanho fundido sob atmosfera controlada). Com óxido de boro, produz vidros resistentes a altas temperaturas e choques térmicos, conhecidos pelo nome comercial pirex. A sílica fundida de alta pureza, por sua vez, pode ser usada para vidros de alta resistência térmica e mecânica (usados em naves espaciais).

### Outros
O quartzo tem propriedades piezolétricas e, por isso, é bastante empregado em componentes eletrônicos que fazem uso deste fenômeno.
Algumas propriedades do quartzo: massa específica 2 650 kg/m³, ponto de fusão 1 830 °C, condutividade térmica 1,3 W/(m K), coeficiente de expansão térmica 1,23 10-5 1/K, resistência à compressão 2 070 MPa, coeficiente de Poisson 0,17, módulo de elasticidade 70 MPa, resistividade 1012 a 1016 ohm m, permissividade 3,8 a 5,4, capacidade dielétrica 15 a 25 kV/mm.
Algumas propriedades da sílica fundida: massa específica 2 200 kg/m³, ponto de fusão 1 830 °C, condutividade térmica 1,4 W/(m K), coeficiente de expansão térmica 0,04 10-5 1/K, calor específico 740 J/(kg K), resistência à compressão 700 a 1 400 MPa, coeficiente de Poisson 0,165, módulo de elasticidade 73 MPa, resistividade >10¹⁸ ohm m, permissividade 3,8, capacidade dielétrica 15 a 40 kV/mm.

## Efeitos na saúde

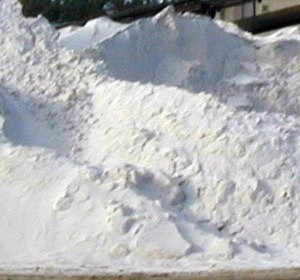
Areia de quartzo

A exposição prolongada à forma cristalina da sílica induz a produção de  quimíocinas, citocinas inflamatórias e fatores de crescimento. Estes mediadores têm-se revelado importantes para a iniciação e progressão de doenças pulmonares induzidas pela sílica, uma vez que intervêm no controlo da transcrição de mRNAs.
Além destes mediadores, a sílica cristalina poderá induzir toxicidade pela formação de espécies reativas de oxigênio diretamente na sua superfície ou durante a fagocitose. ROS assim produzidos criam um estado de stress oxidativo e parecem desencadear eventos de sinalização para NF-kB e AP-1 (fatores estes que também se encontram envolvidos no controlo da transcrição de mRNAs). O estresse oxidativo deste modo gerado tem sido proposto como o elemento chave na patogênese da silicose e na indução do cancro do pulmão pela sílica.